# Mount Sellery
Mount Sellery ist ein markanter und 3895 m hoher Berg in der antarktischen Ross Dependency. Er ragt zwischen Mount Oliver und Mount Smithson in den Prince Olav Mountains auf.
Der US-amerikanische Polarforscher Richard Evelyn Byrd entdeckte ihn bei seinem Flug über das Königin-Maud-Gebirge im November 1929. Der US-amerikanische Geophysiker Albert P. Crary (1911–1987) nahm zwischen 1957 und 1958 eine Vermessung des Berges vor und benannte ihn nach Harry Sellery vom United States National Bureau of Standards, Projektleiter für die Erforschung der Ionosphäre in der Antarktis zwischen 1957 und 1960.